# پردیس سینمایی ملل
پردیس سینمایی ملل یک پردیس سینمایی در مشهد، ایران است.
پردیس سینمایی ملل در روز ۱۳ تیر ۱۴۰۳ با ظرفیت ۵۸۹ صندلی افتتاح شد این سینما دارای ۵ سالن است و در تقاطع بولوار شهید بابا نظر و شهید آوینی قرار دارد.